# 莱旺斯
莱旺斯（法語：Les Vans，法語發音：[le vɑ̃s]）是法国奧弗涅-羅訥-阿爾卑斯大區阿尔代什省的一个市镇，属于拉让蒂耶尔区。该市镇2009年时的人口为2,672人。

## 地名
莱旺斯这个名字来自凯尔特语中的“倾斜”。
该地名“Les Vans”发音为[le vɑ̃s]，字母“s”发音，《世界地名翻译大辞典》与《世界地名译名词典》将其误译作“莱旺”。

## 地理

### 位置
莱旺斯位于阿尔代什省的南部，沙斯扎克河盆地的中心。它的南部是塞文山脉最东边的山峰。2001年莱旺斯被授予阿尔代什省山脉自然公园“大门”的荣誉，它本身也位于塞文山国家公园内。

## 历史

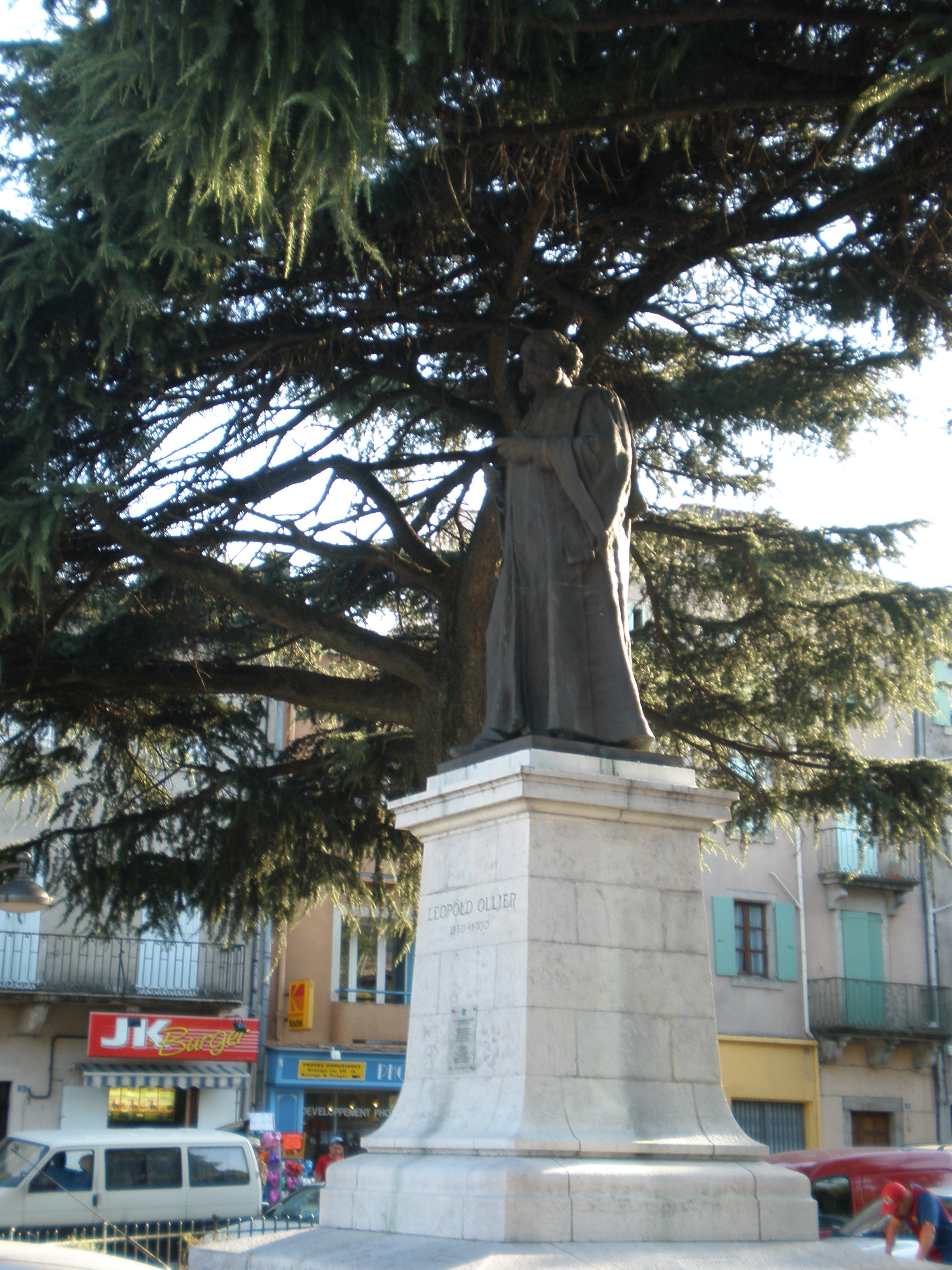
列奥波德·奥维尔塑像

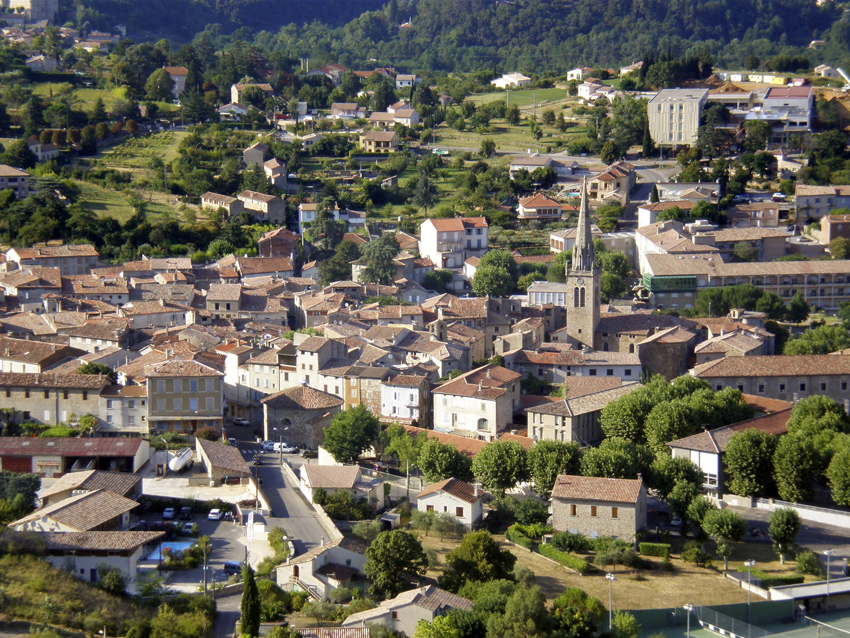
莱旺斯

1039年在亞維農的修道院成立同时在莱旺斯修建了第一座罗马式教堂。
1208年依諾增爵三世的教宗诏书确认把莱旺斯捐赠给圣吉勒修道院。14至15世纪里村庄周围修建了一座数米高，60至80厘米宽的“城墙”。墙周围有水沟或者溪流保护。城墙有十四座塔和四座门。18世纪在墙上建造了第五座非常窄的门。
15世纪中期查理七世两次在莱旺斯举办展会，第一次是在8月21到28日，第二次是在11月8和9日。后面的那次甚至取代了一般12月21日在圣托马举办的展会。
从1478年到1762年莱旺斯数次易手，最后成为于泽斯的领地。16世纪里莱旺斯改信新教，1629年返回天主教。
1790年当地被并入阿尔代什省。
法国大革命爆发后中央政府无法控制地区，当地贼盗四起。1792年7月赛延伯爵和他的随从在莱旺斯的墓地被处死。
1799年城墙似乎没有任何原因就被拆除了，今天只有少数遗迹依然可见。
法國二月革命在阿尔代什省获得广泛支持，莱旺斯的市长积极与政府官员合作，告诉他们哪些共和党人可以在邻近的村镇任长官和哪些长官反对政府。
1851年莱旺斯是当地11个人口密度超过每平方千米150人的镇之一。当时当地的人口密度比低地还高，原因是因为在高地里种植板栗。随17世纪人口的发展在18世纪里桑树种植也发展，到1860年莱旺斯有四座丝厂，当地附近总共有13座。这些工厂主要雇佣女工。当地的男子则在农业空洞时期去往城市里打工。人们的收入非常不稳定。1850年50%的家庭负债。
1900年住在莱旺斯的教堂前的路易·利奥波德·奥利耶逝世后阿尔弗雷德·布歇给他塑造了两座铜像，一座在莱旺斯，一座在里昂。第二次世界大战中莱旺斯人巧妙地防止德国占领军把这座铜像没收熔化。在里昂的那座于1941年被德意志國防軍盗走熔化了。
2011年1月21日法国总统尼古拉·萨科齐访问莱旺斯 · 。此前只有夏爾·戴高樂于1961年到达过阿尔代什省。

## 人口
莱旺斯人口变化图示
| 数据来源：INSEE |

## 交通
从蒙特利马尔、欧布纳和阿莱斯有公交车通往莱旺斯。

## 政治和行政

### 市长
目前的市长是让-马克·米歇尔（Jean-Marc Michel）。

## 名人
- 奥迪隆·巴罗（Odilon Barrot），当地地主
- 路易·利奥波德·奥利耶（Louis Léopold Ollier），骨科医学和矫正外科的发明人

## 经济

### 旅游业
在沙斯扎克河的河谷里可以从事远足，爬山，狩猎，骑马，峡谷滑翔，远足，游泳，钓鱼和划独木舟。

## 文化和名胜

### 建筑物和古迹
- 圣皮尔教堂，17世纪建造，美丽的核桃木和橡树木巴洛克式祭坛和合唱台，可能是让·安格尔伯特雕刻的，他曾经在莱旺斯住了六年，在这里结婚和逝世。教堂最早的记录是1208年，当时的教堂是罗马式的。13世纪由圣吉勒的僧侣接管。1563年新教传播到莱旺斯。1681年莱旺斯回归到天主教。1564年罗马式教堂新教徒被摧毁。1664年新的教堂建成。1854年钟楼里装了四座钟，其中最重的有一吨多重[5]。
- 新教教堂，1826年5月7日启用
- 镇中心有多座16到19世纪间建造的建筑
- 沙斯扎克河的河谷
- 橄榄林
- 莱旺斯是去往周边地区的出发点
- 镇博物馆[14]
- 自然保护区

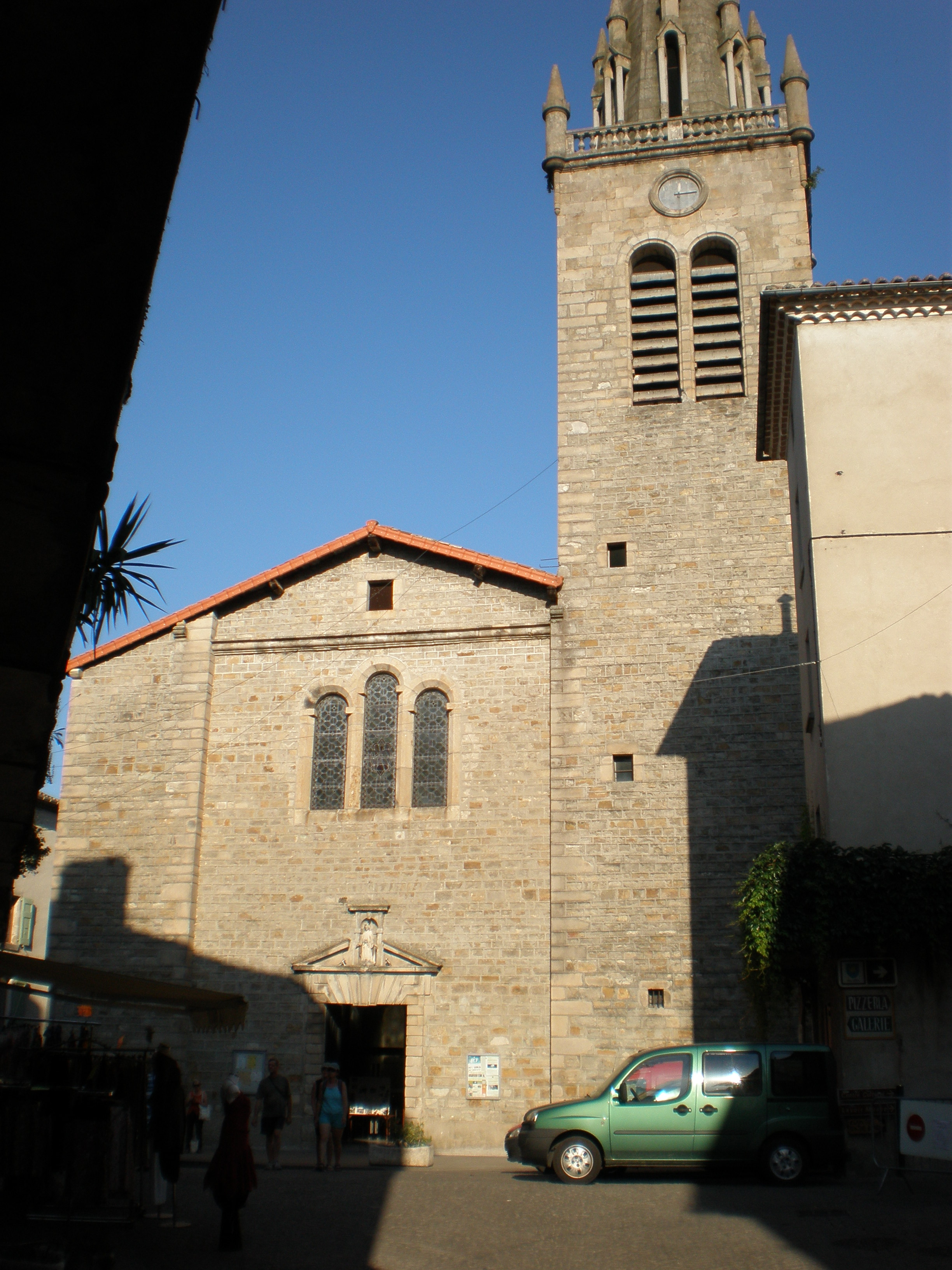
天主教堂
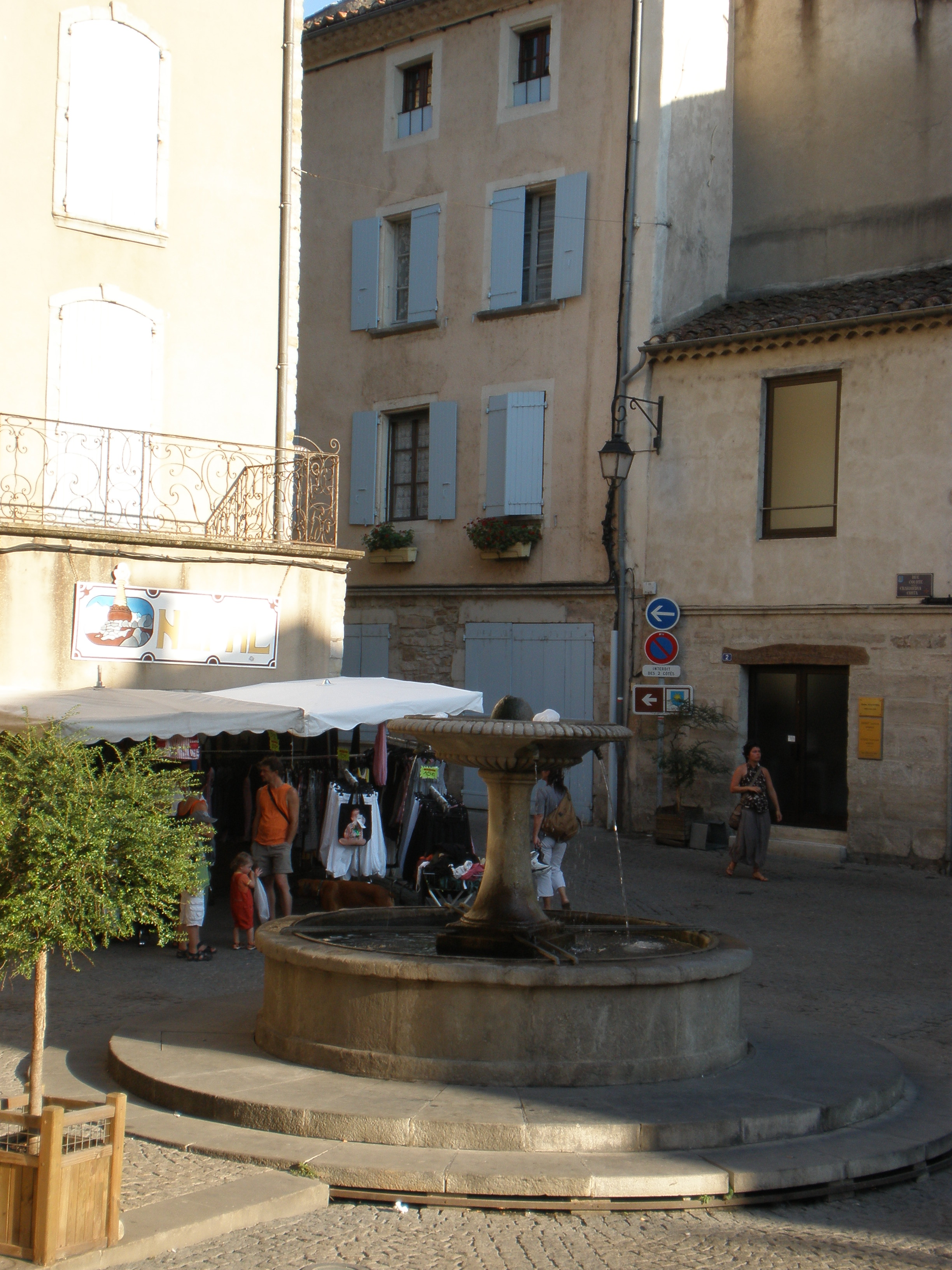
市场广场
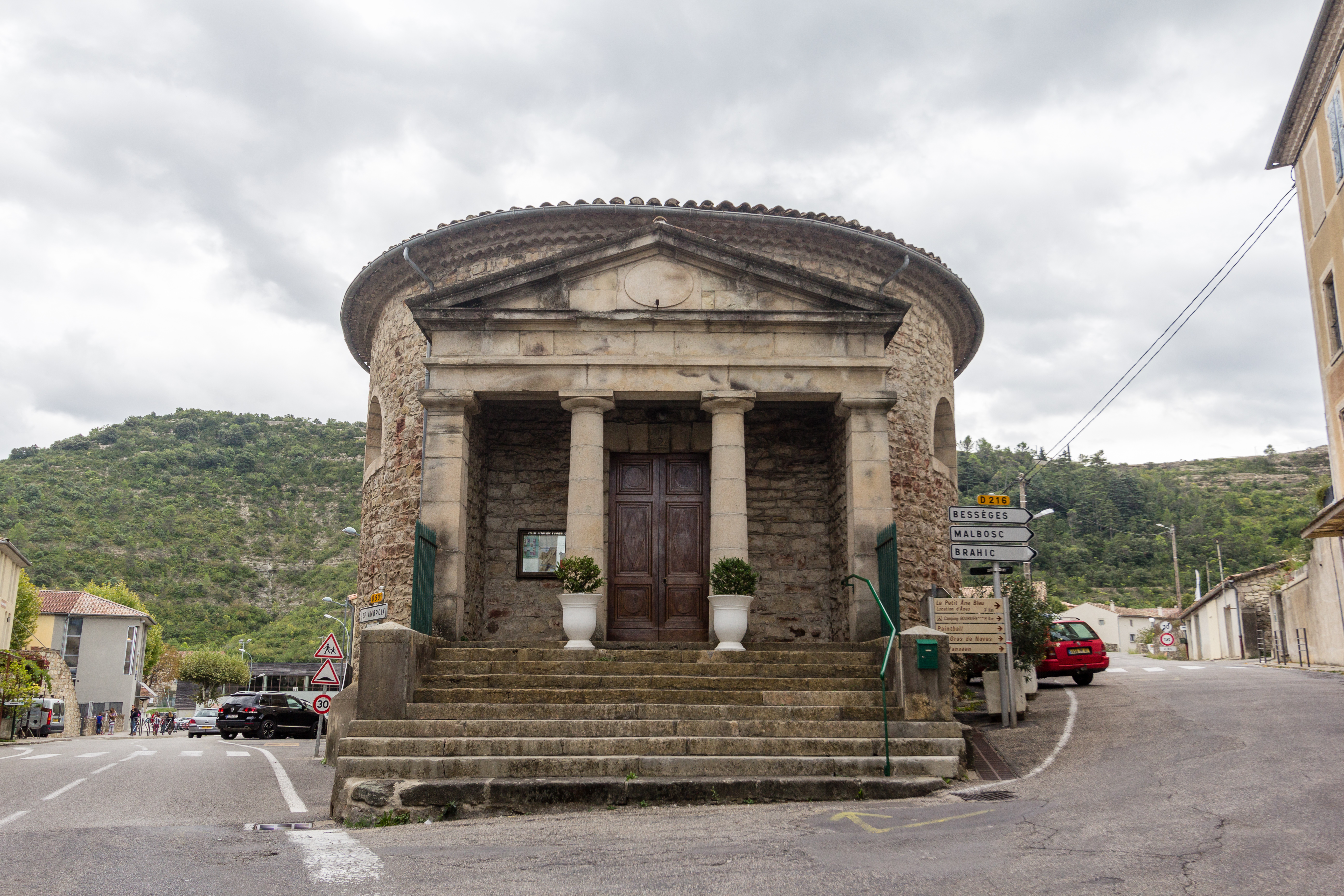
新教教堂
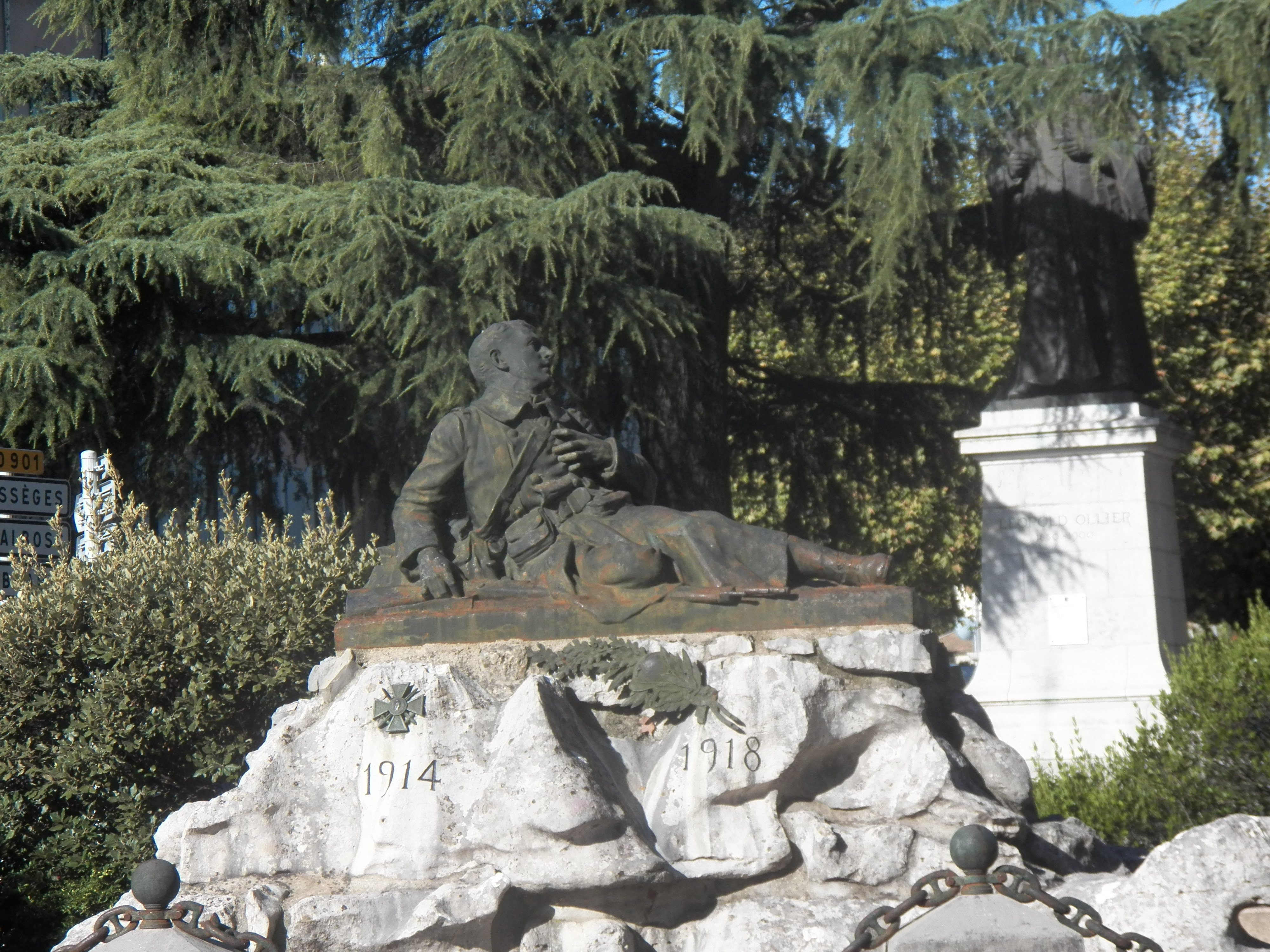
战争纪念碑

#### 纳沃

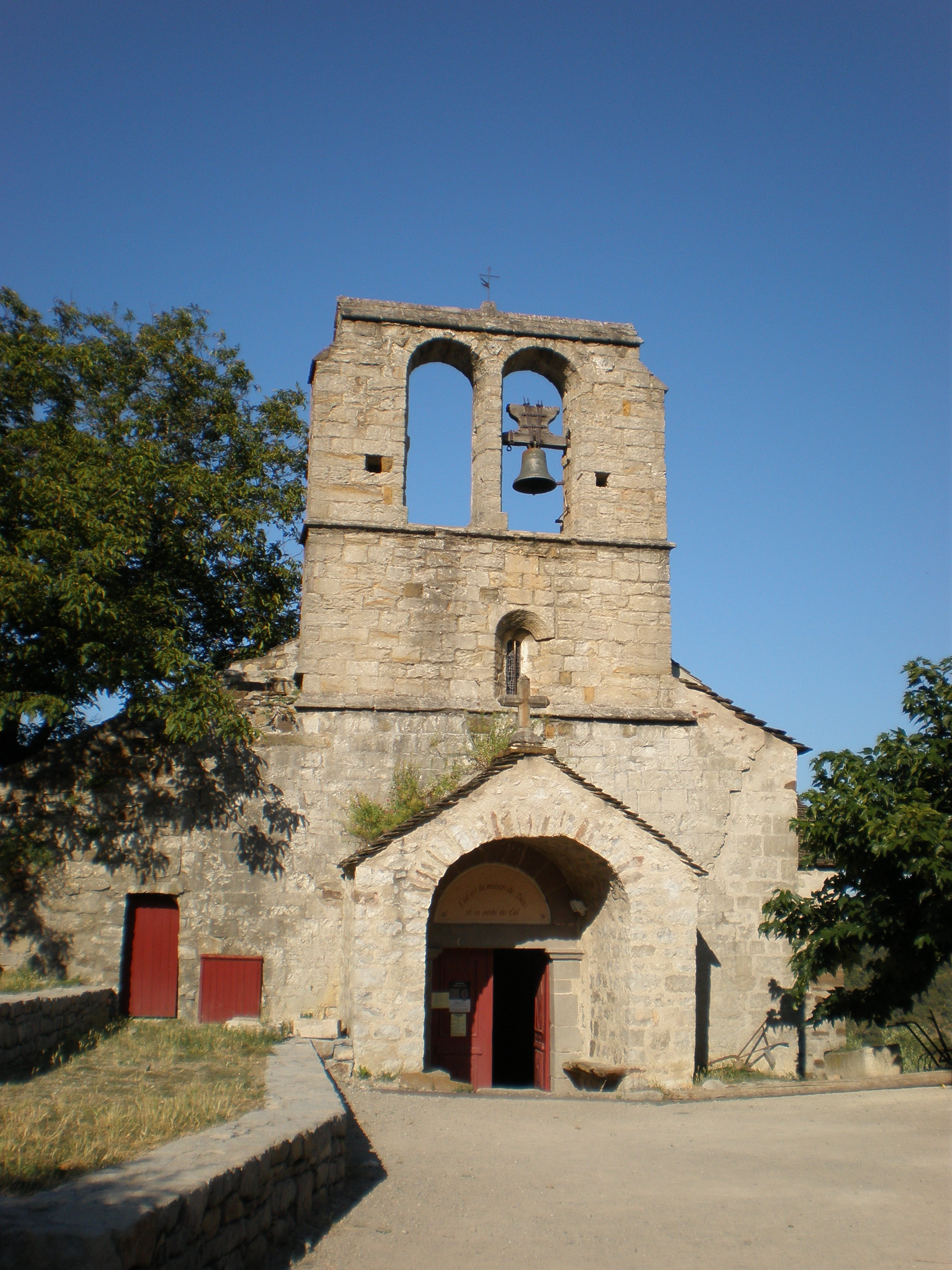
纳沃村的罗马式教堂

莱旺斯附近的纳沃村（Naves）被誉为“阿尔代什的典型村”，16世纪里随种植桑树养蚕发展，后来不断缩小最后被遗忘。1980年代里它的教堂和小街被修复。
值得注意的元素有：
- 12或13世纪的教堂，2009年修复
- 老街
- 城堡废墟
- 纳沃是远足的起点

#### 沙萨尼
沙萨尼村离莱旺斯数千米远。

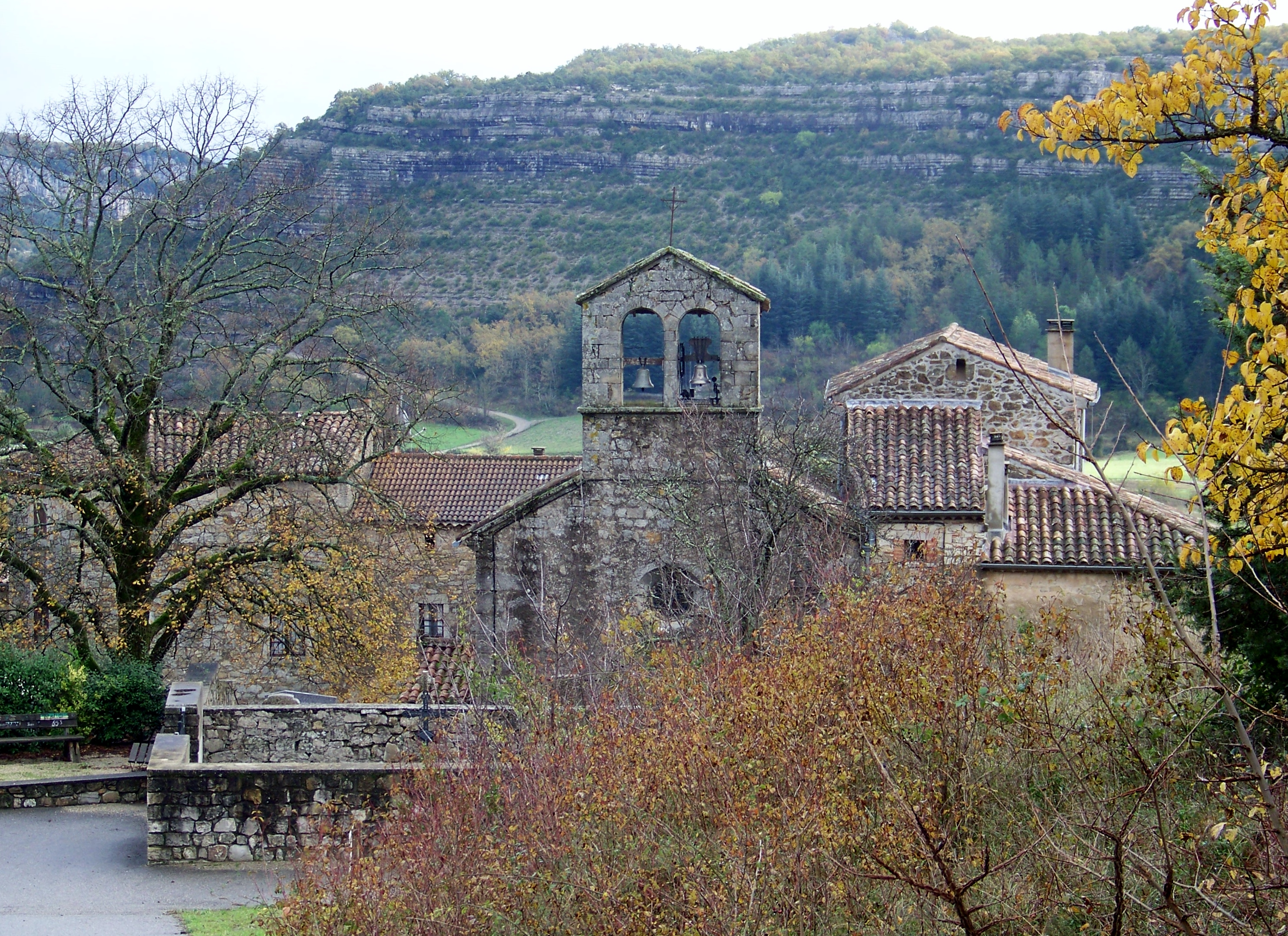
教堂
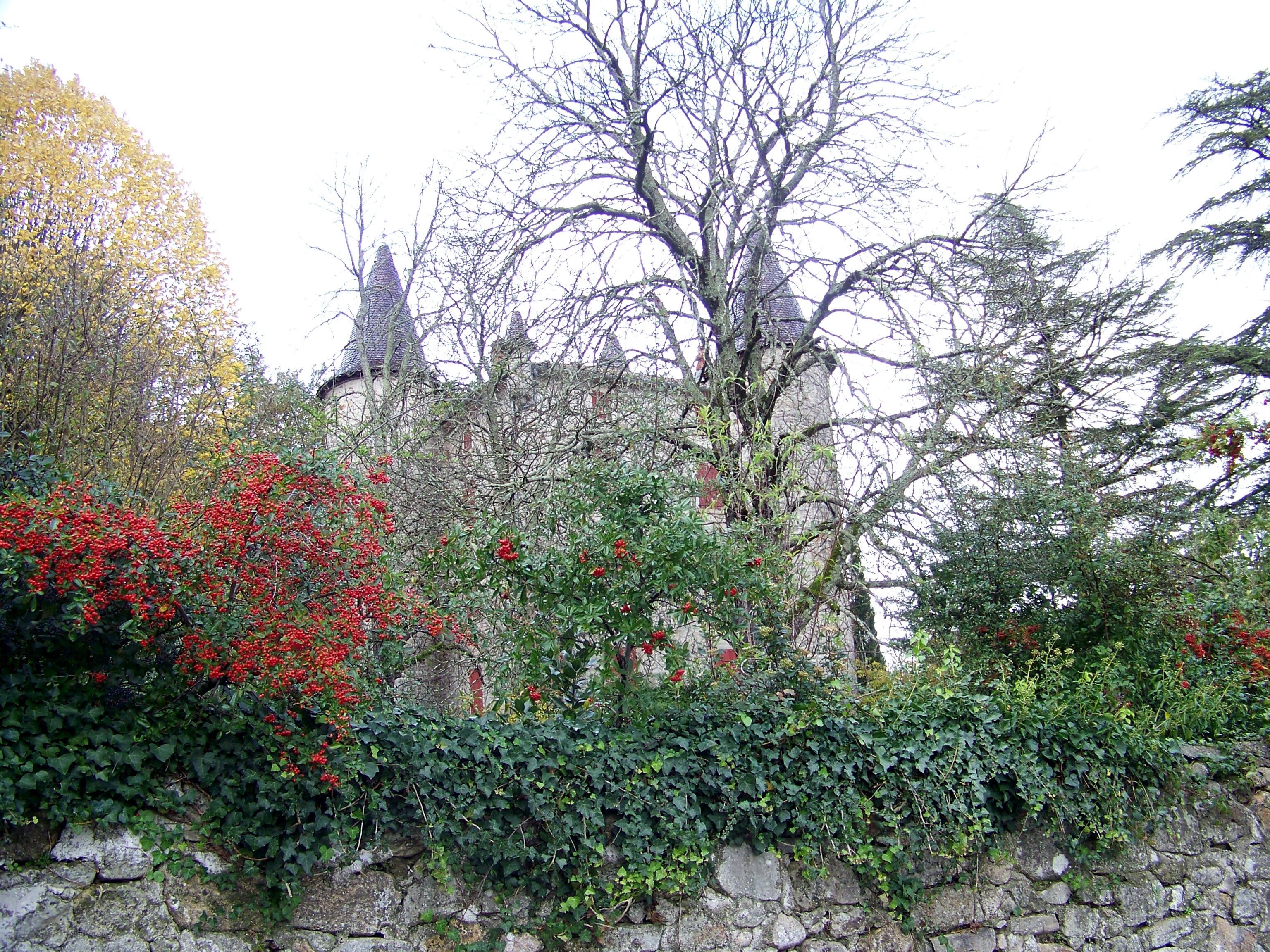
城堡
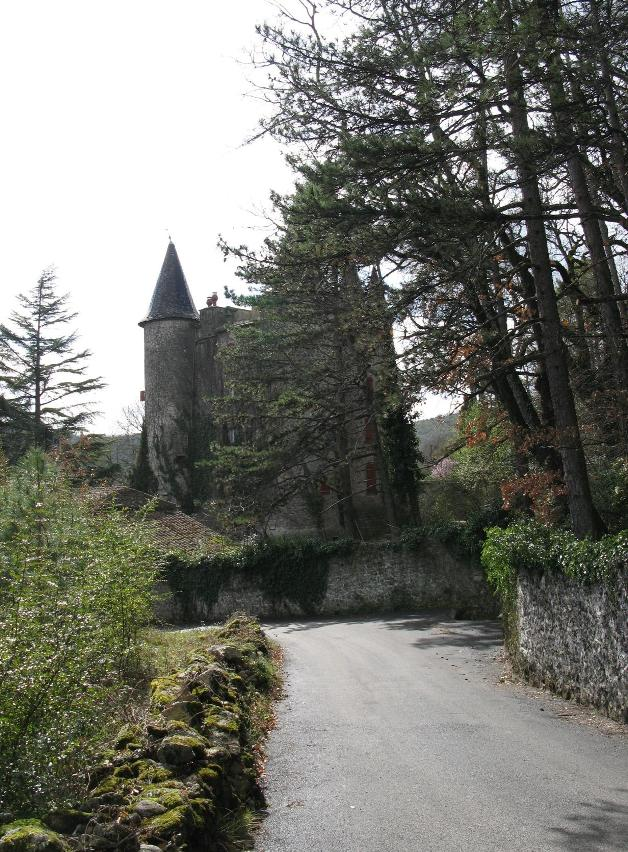
城堡
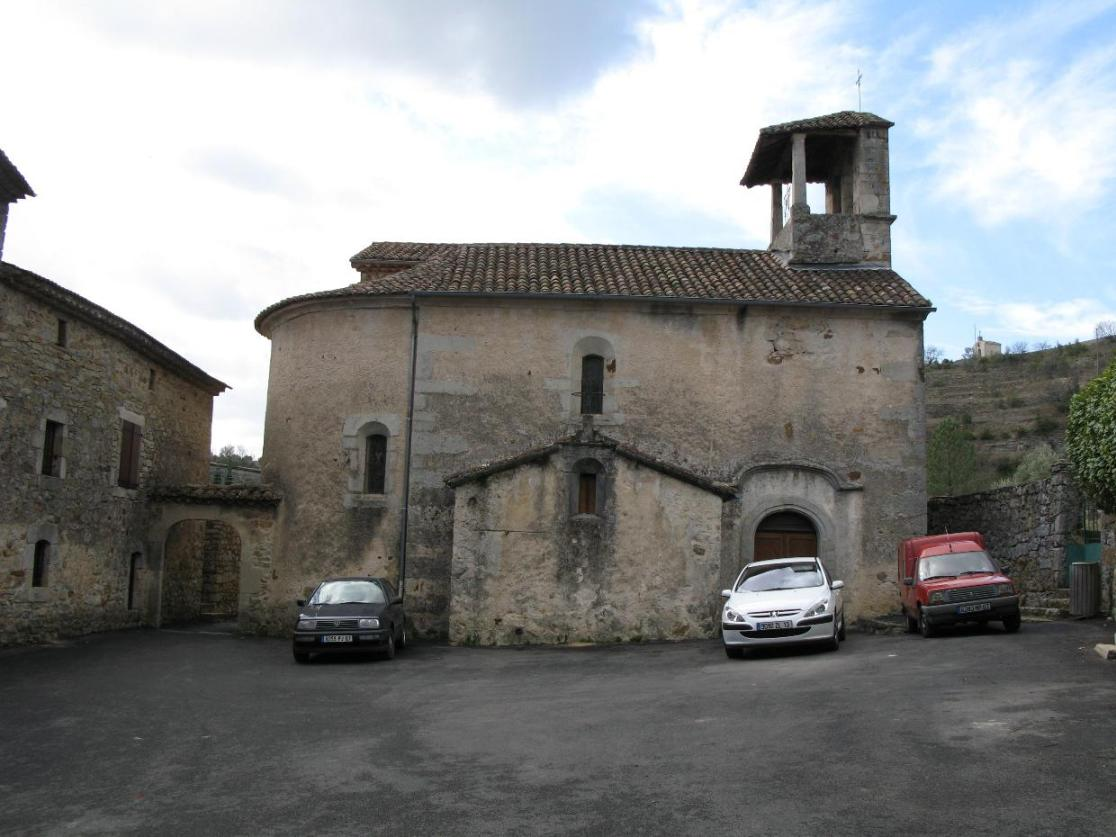
教堂

#### 沙斯扎克河

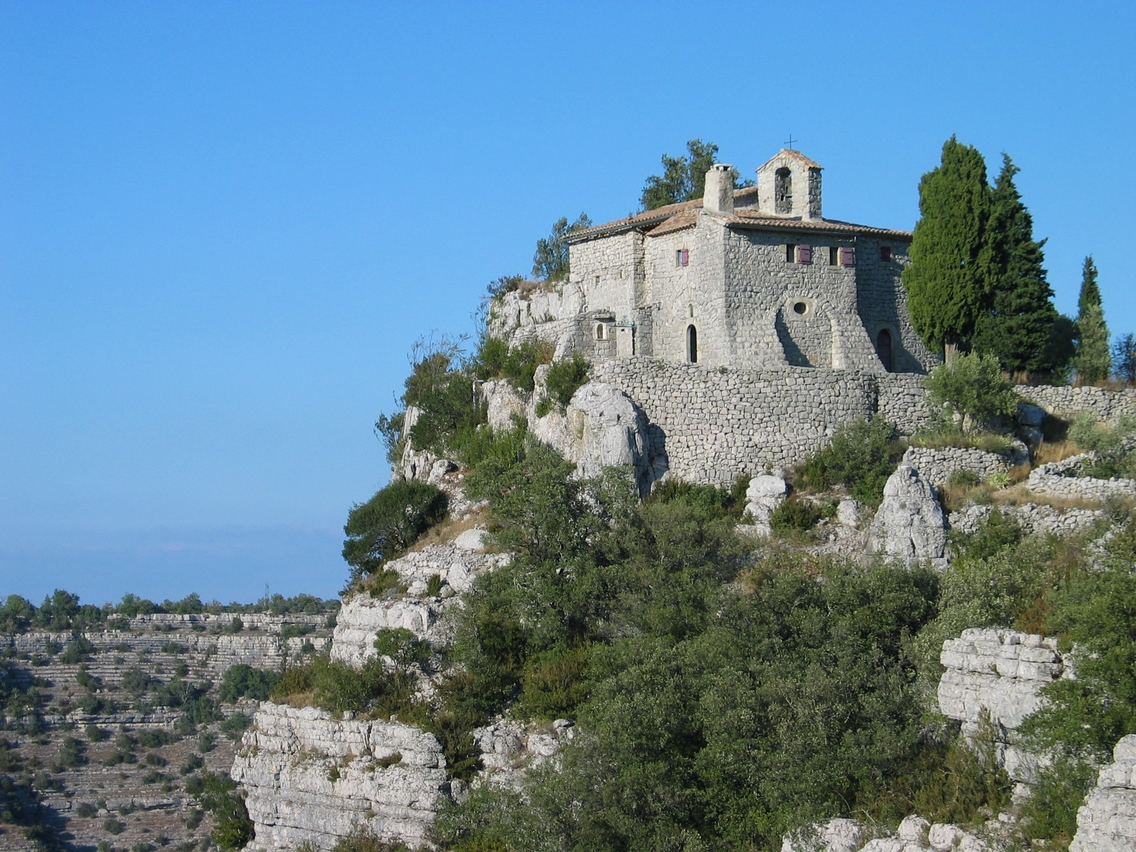
圣尤京隐修院

沙斯扎克河最瞩目的是它的沙滩和卵石。在沙萨尼的石灰岩悬崖上筑有一座隐居院。1956年又有隐士在里面居住，此前它被荒废了有两个世纪。

#### 布拉伊科

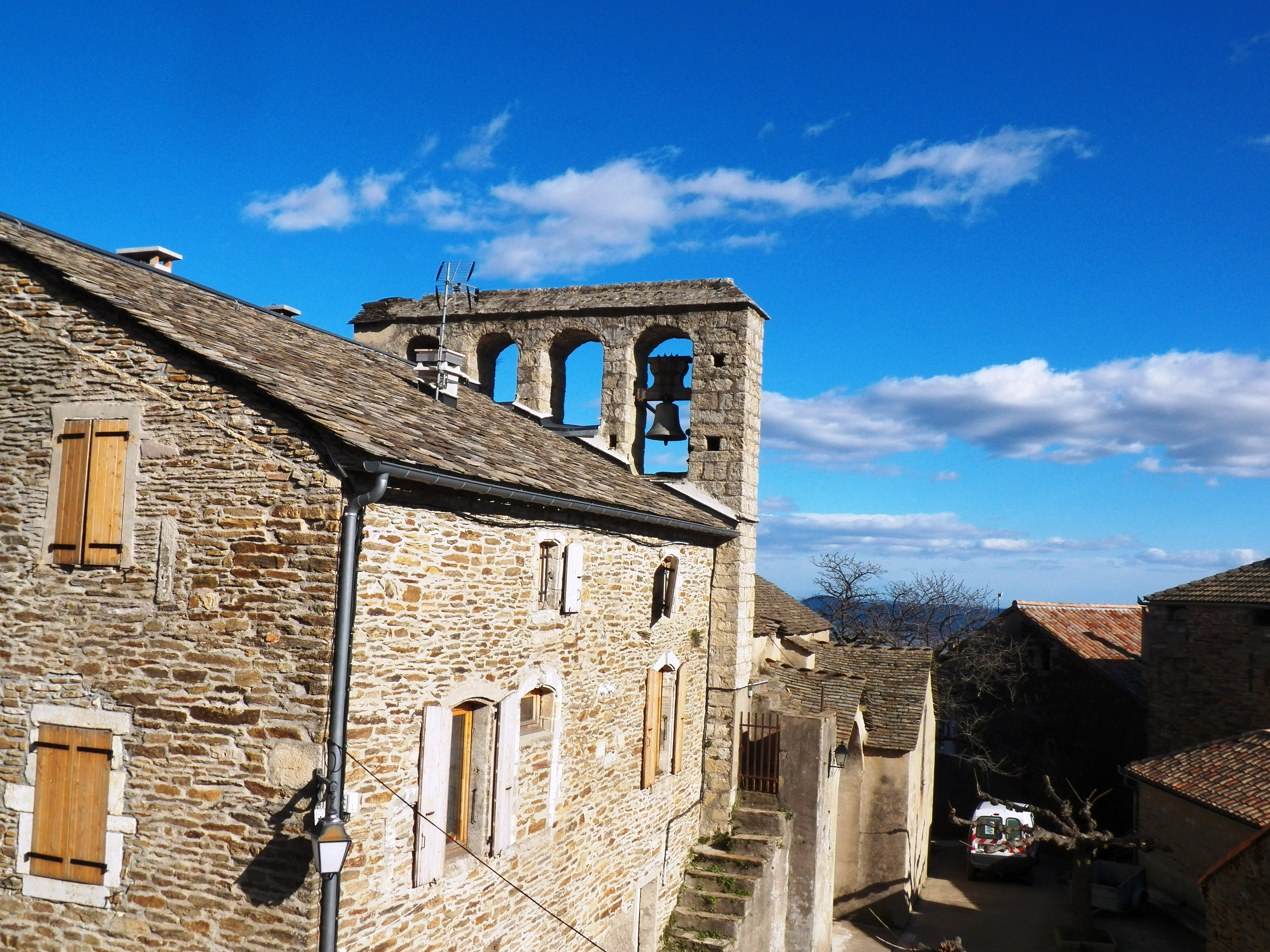
教堂

紧贴原来城墙的南侧。
值得注意的有：
- 老村上的老房
- 俯瞰整个河谷
- 12世纪的教堂
- 周围的远足途径
- 风景如画的小村庄

### 节日和庆祝
- 周六上午的市场
- 夏季的周二夜市
- 4月1日至15日的庆祝
- 7月第三个周日的橄榄节
- 10月最后一个周六的栗子节
- 五旬節游行
- 8月的非洲节
- 莱旺斯国际柔道赛

### 电影
莱旺斯出现在多部法国电影里。